# Court Philippe-Chatrier
Court Philippe-Chatrier je centrální tenisový kurt Stade Roland-Garros v Paříži ve Francii. Od roku 1928, kdy byl postaven, je dějištěm druhého grandslamu sezóny French Open, a to včetně finálových zápasů. Poslední rekonstrukce provedená v roce 2018 mu poskytla osvětlení, zatahovací střechu a zvýšila jeho kapacitu na 15 225 diváků. Je to největší antukový tenisový stadion na světě.
V roce 2001 byl přejmenován z Court Central na Court Philippe-Chatrier na poctu Philippa Chatriera, který zemřel dne 22. června 2000. Stál v čele Francouzské tenisové federace (FFT) a Mezinárodní tenisové federace (ITF). Od roku 2008 nesou čtyři tribuny jména tzv. čtyř mušketýrů francouzského tenisu – Jacques Brugnon, Jean Borotra, Henri Cochet a René Lacoste, kteří dominovali tenisu ve dvacátých letech a na počátku třicátých let.

## Rekonstrukce v roce 2018
V rámci projektu modernizace stadionu Roland-Garros, jehož konzultace byly zahájeny v roce 2011, prochází centrální kurt Philippe-Chatrier rozsáhlou restrukturalizací. Den po finále mužů na turnaji Roland-Garros 2018 byla zahájena dekonstrukce více než 80 % budovy. Pouze tribuna C (Lacoste) je částečně zachována. Nové tribuny jsou navrženy širší a vyšší a tvoří stadion o stranách přibližně 100 m a výšce 26 m, tedy o 8 m vyšší než dříve.
I přes toto výrazné zvětšení byla kapacita kurtu Philippe-Chatrier zvýšena jen nepatrně, ze 14 911 na 15 225 míst, ale podle pořadatelů to bylo ve prospěch lepší viditelnosti a většího pohodlí diváků. Vzhled tribun byl výrazně upraven, a to jak z hlediska jejich konstrukce, kdy byly doplněny zaoblené rohy, tak z hlediska jejich vybavení, kdy byly instalovány sedačky z vogézského kaštanového dřeva, přičemž před zahájením prací byly sedačky vyrobeny ze zeleného plastu.
Druhým cílem těchto prací je připravit konstrukci na instalaci zatahovací střechy, kterou lze zavřít přibližně za 12 minut a která bude sloužit jak k ochraně před rozmary počasí, tak k pořádání nočních sezení pro budoucí ročníky turnaje. Návrh respektuje historii místa a zapadá do architektonického stylu stadionu, proto byl pro rolovací prvky střechy zvolen design křídla letadla. Court Philippe-Chatrier, na nějž připadá více než 40 % finančních prostředků vyčleněných na projekt modernizace Roland-Garros, je ústředním bodem modernizovaného stadionu.

## Galerie

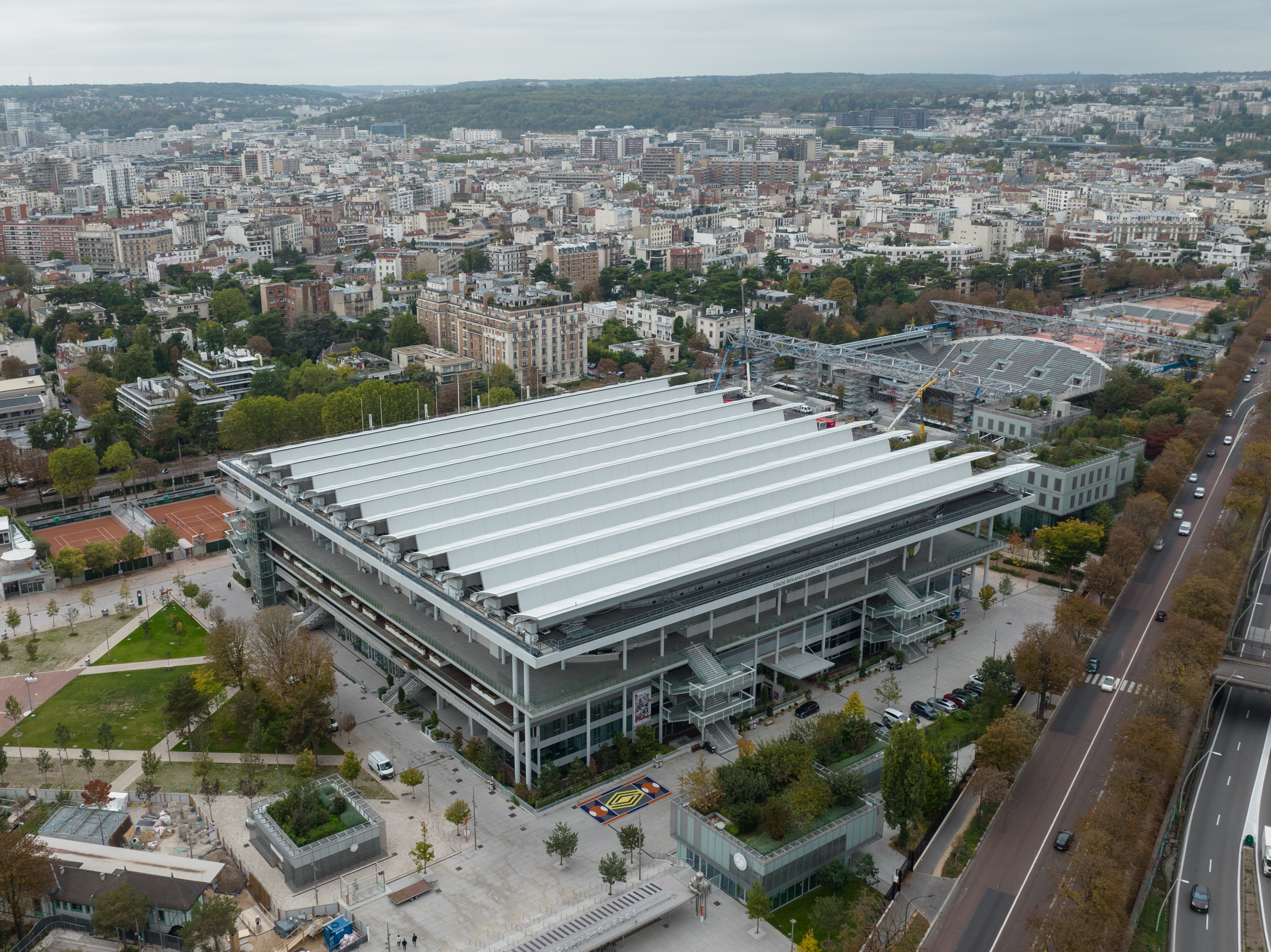
Letecký pohled na kurt
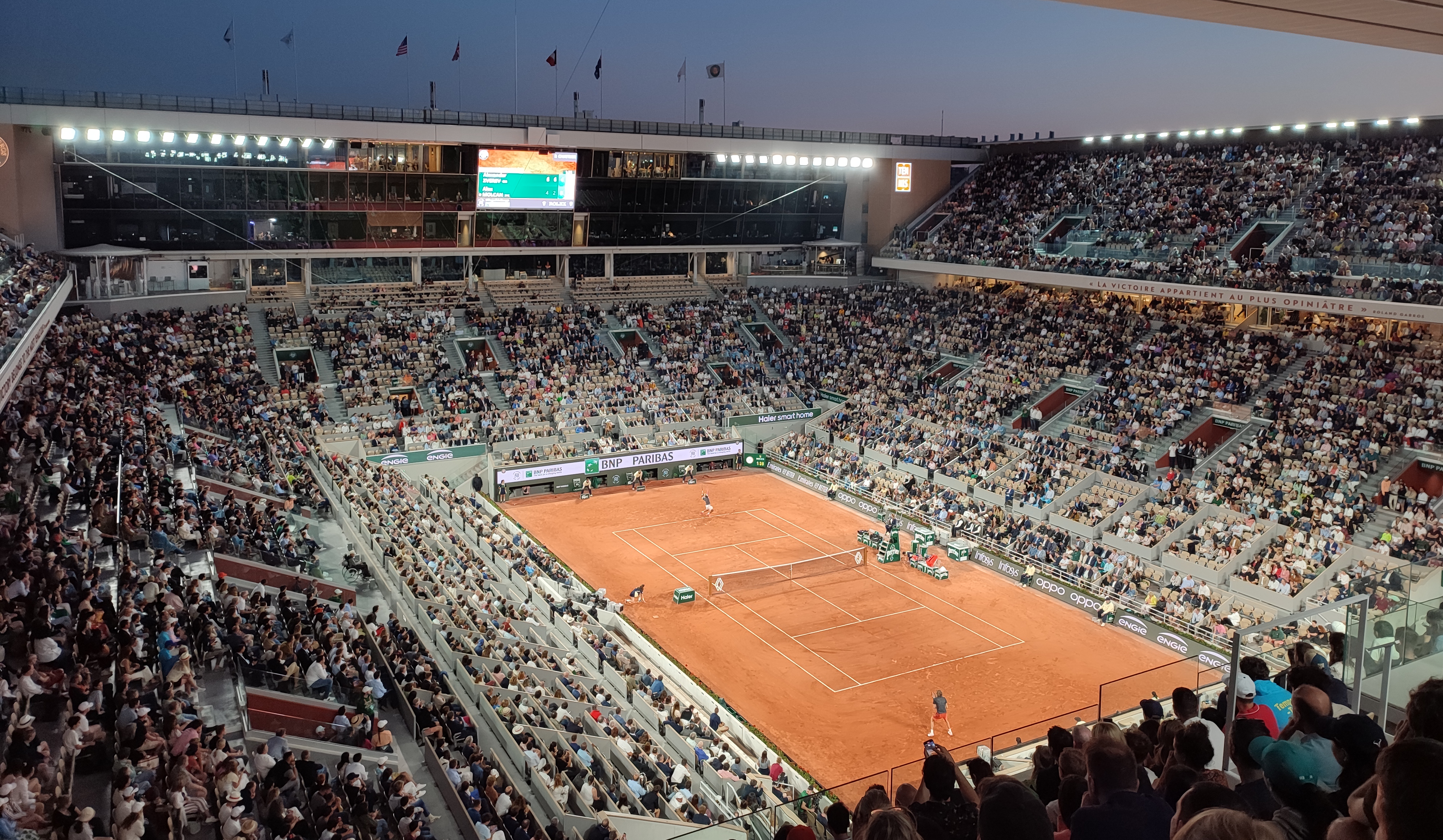
Interiér kurtu
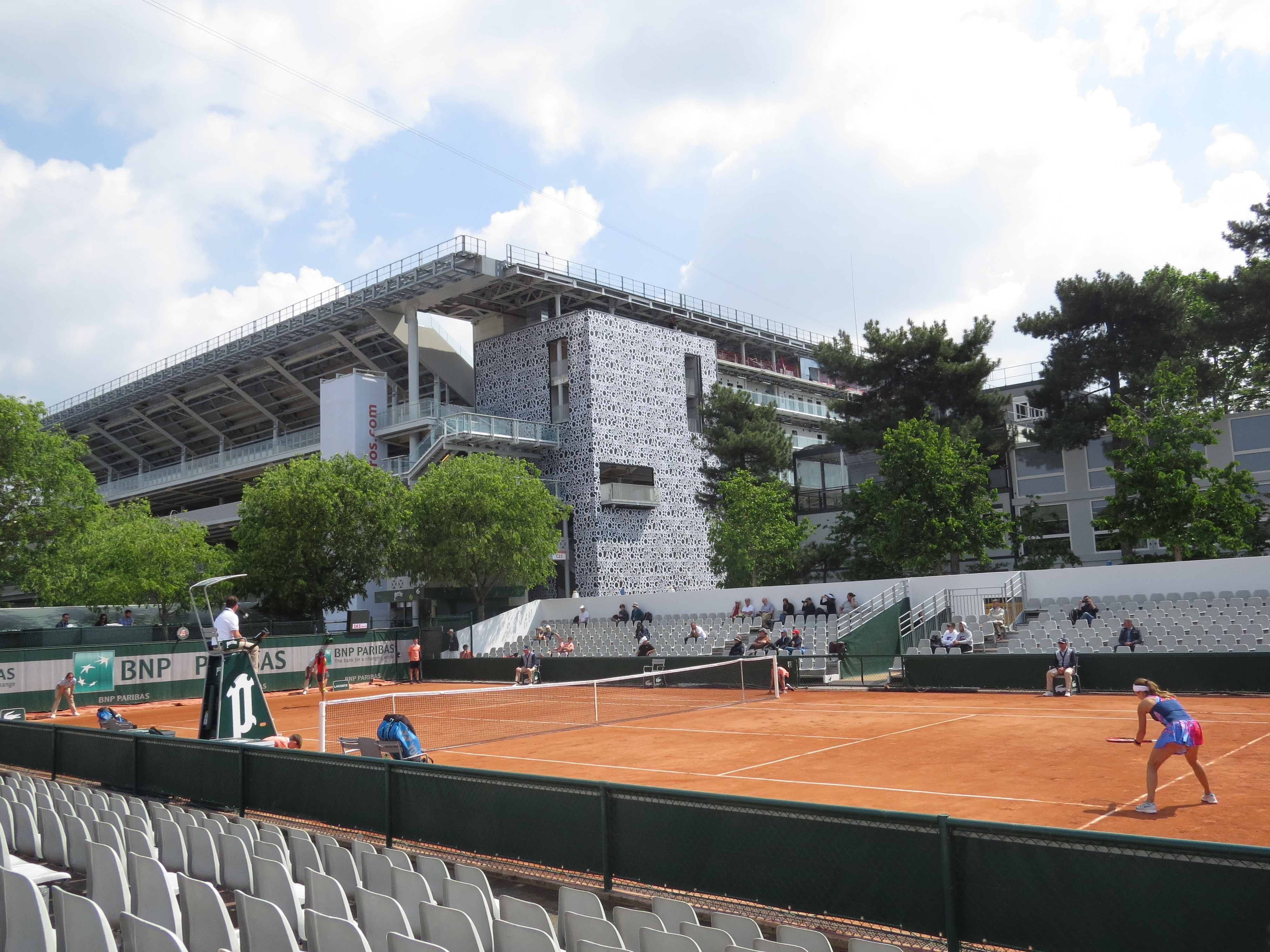
Exteriér kurtu